# John Hotchkis
John Finley Hotchkis (* 3. September 1931 in Los Angeles; † 14. Dezember 2017 ebenda) war ein US-amerikanischer Automobilrennfahrer und der Vater von Mark und John Hotchkis junior.

## Karriere
John Hotchkis begann Anfang der 1970er-Jahre mit dem Motorsport. 1971 nahm er zum ersten Mal am 12-Stunden-Rennen von Sebring teil, wo er bis 1991 insgesamt 13-mal am Start war. Die erste Teilnahme 1971 beendete er mit Partner Robert Kirby an der 20. Stelle der Gesamtwertung. Mit Kirby verband ihn eine langjährige Freundschaft. Viele Jahre betrieben sie ein eigenes Rennteam, über das die jeweiligen Rennaktivitäten koordiniert wurden.
Im Gegensatz zu Kirby, der viele nationale Sportwagenrennen bestritt, war Hotchkis vor allem bei internationalen Veranstaltungen gemeldet. Trotz vieler guter Ergebnisse reichte es nie für einen Gesamtsieg. Größter Erfolg war der zweite Rang beim zur IMSA-GTP-Serie 1987 zählenden 500-km-Rennen von Watkins Glen.
Das beste Ergebnis in Sebring war der vierte Rang 1990. Beim 24-Stunden-Rennen von Le Mans war er fünfmal am Start, mit dem besten Schlussrang 1979, als er Neunter wurde.

## Statistik

### Le-Mans-Ergebnisse
| Jahr | Team                                     | Fahrzeug                | Teamkollege    | Teamkollege          | Platzierung | Ausfallgrund       |
| ---- | ---------------------------------------- | ----------------------- | -------------- | -------------------- | ----------- | ------------------ |
| 1977 | Wynn’s International                     | Porsche 911 Carrera RSR | Dennis Aase    | Robert Kirby         | Rang 20     |                    |
| 1978 | Brad Frisselle Racing                    | Chevrolet Monza         | Brad Frisselle | Robert Kirby         | Ausfall     | Zylinder überhitzt |
| 1979 | Wynn’s International Dick Barbour Racing | Porsche 935/78          | Bob Harmon     | Robert Kirby         | Rang 9      |                    |
| 1986 | Ecurie Ecosse                            | Ecosse C285             | Les Delano     | Andy Petery          | Rang 15     |                    |
| 1989 | Chamberlain Engineering                  | Spice SE86C             | Richard Jones  | John Hotchkis junior | Ausfall     | Leck im Öltank     |

### Sebring-Ergebnisse
| Jahr | Team                         | Fahrzeug         | Teamkollege   | Teamkollege          | Platzierung | Ausfallgrund |
| ---- | ---------------------------- | ---------------- | ------------- | -------------------- | ----------- | ------------ |
| 1971 | Bozzani Porsche Inc.         | Porsche 911S     | Robert Kirby  |                      | Rang 20     |              |
| 1972 | Bozzani Porsche Audi Inc.    | Porsche 914/6    | Robert Kirby  |                      | Rang 15     |              |
| 1975 | Johnson-Bozzoni Porsche-Audi | Porsche 914/6    | Robert Kirby  | Len Jones            | Ausfall     | Defekt       |
| 1976 | Max Dial Porsche-Audi        | Porsche 914/6    | Robert Kirby  | Len Jones            | Rang 14     |              |
| 1977 | Kirby-Hitchcock Racing       | Porsche 914/6    | Robert Kirby  |                      | Ausfall     | Defekt       |
| 1978 | Wynn’s International         | Porsche 911S     | Robert Kirby  | Dennis Aase          | Ausfall     | Mechanik     |
| 1982 | Kendall Racing               | BMW M1           | Chuck Kendall | Dennis Aase          | Ausfall     | Unfall       |
| 1985 | Kendall Racing               | Porsche 935K3/80 | Chuck Kendall | Dennis Aase          | Rang 8      |              |
| 1986 | Hotchkis Racing              | March 83G        | Jim Adams     | John Kalagian        | Ausfall     | Motorschaden |
| 1988 | Hotchkis Racing              | Porsche 962      | Jim Adams     | John Hotchkis junior | Rang 5      |              |
| 1989 | Hotchkis Racing              | Porsche 962      | Jim Adams     | John Hotchkis junior | Rang 6      |              |
| 1990 | Hotchkis Racing              | Porsche 962      | Jim Adams     | John Hotchkis junior | Rang 4      |              |
| 1991 | Hotchkis Racing              | Spice SE90P      | Jim Adams     | Chris Cord           | Rang 9      |              |